# Ковшарівка
Ковша́рівка — вантажно-пасажирська залізнична станція Куп'янської дирекції Південної залізниці.
Розташована у смт Ківшарівка (мікрорайон Новий), Куп'янський район, Харківської області на лінії Куп'янськ-Вузловий — Тропа між станціями Куп'янськ-Вузловий (5 км) та Скоросний (8 км).
Станом на травень 2019 року щодоби три пари приміських електропоїздів здійснюють перевезення за маршрутом Куп'янськ-Вузловий — Святогірськ.